# San Fele
San Fele este o comună din provincia Potenza, regiunea Basilicata, Italia, cu o populație de 2.600 locuitori (1 ianuarie 2023) și o suprafață de 97,7 km².

## Demografie
San Fele - evoluția demografică

|  | Graficele sunt indisponibile din cauza unor probleme tehnice. Mai multe informații se găsesc la Phabricator și la wiki-ul MediaWiki. |

Date: Recensăminte sau birourile de statistică - grafică realizată de Wikipedia